# Super I/O

Schéma běžné základní desky v PC s integrovanou podporou mnoha zařízení na desce i s možností rozšíření pomocí slotových konektorů různých sběrnic.

Super I/O je skupina komunikačních zařízení (I/O kontrolerů), která se začala používat na základních deskách osobních počítačů na konci osmdesátých let. Původně se jednalo o přídavné karty, které byly postupně integrovány na základní desku.
Super I/O čip v sobě kombinuje rozhraní pro různá zařízení s nízkou přenosovou rychlostí.
Obvykle obsluhuje komunikaci s těmito periferiemi:
- Obsluha disketové mechaniky
- Paralelní port (obvykle pro připojení tiskárny)
- Jeden nebo více sériových portů
- Obsluha klávesnice a myši na portu PS/2
- teplotní čidla a snímání rychlosti ventilátorů

Super I/O chip může obsluhovat i rozhraní pro další zařízení jako je gameport nebo infra port. V některých čipech je také zabudována kontrola otevření skříně počítače. Obsluhou mnoha zařízení v jednom čipu je redukován počet součástek osazených na základní desce a tím je zlevňována výroba základní desky.
Původní super I/O čipy používaly komunikaci přímo s CPU pomocí ISA sběrnice. S tím, jak se v PC začala místo ISA sběrnice používat sběrnice PCI, se ze super I/O čipů stával jediný důvod používání ISA sběrnice na základní desce.
Moderní super I/O používají pro komunikaci s CPU tzv. LPC sběrnici místo ISA. LPC sběrnice je běžně připojena na jižní můstek základní desky.
Existuje mnoho společností, které vyrábějí tyto super I/O čipy, například Nuvoton, ITE, Fintek, and SMSC.
National Semiconductor vyráběl super I/O do roku 2005, kdy tuto část výroby prodal firmě Winbond.

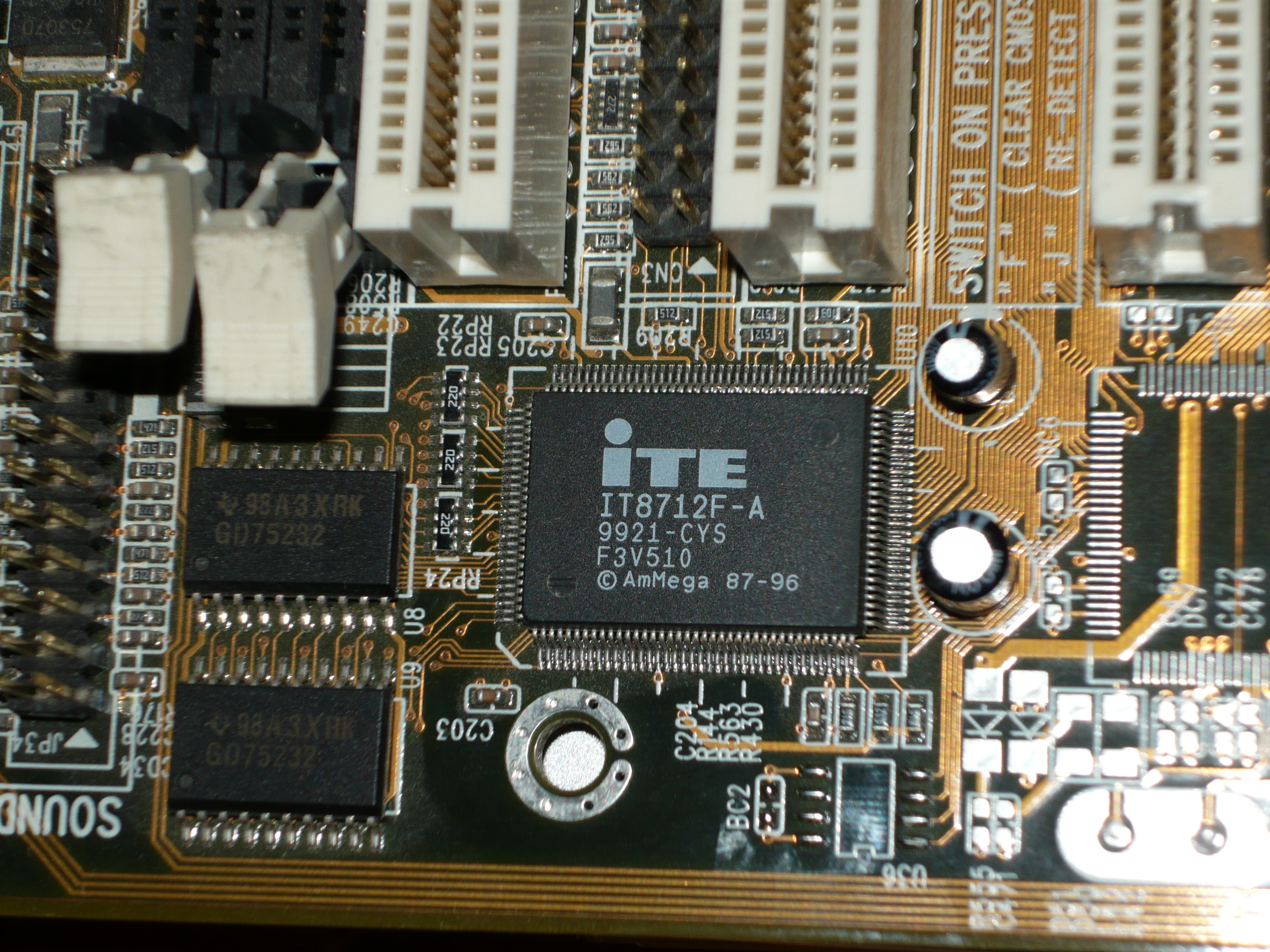
ITE Super I/O čip

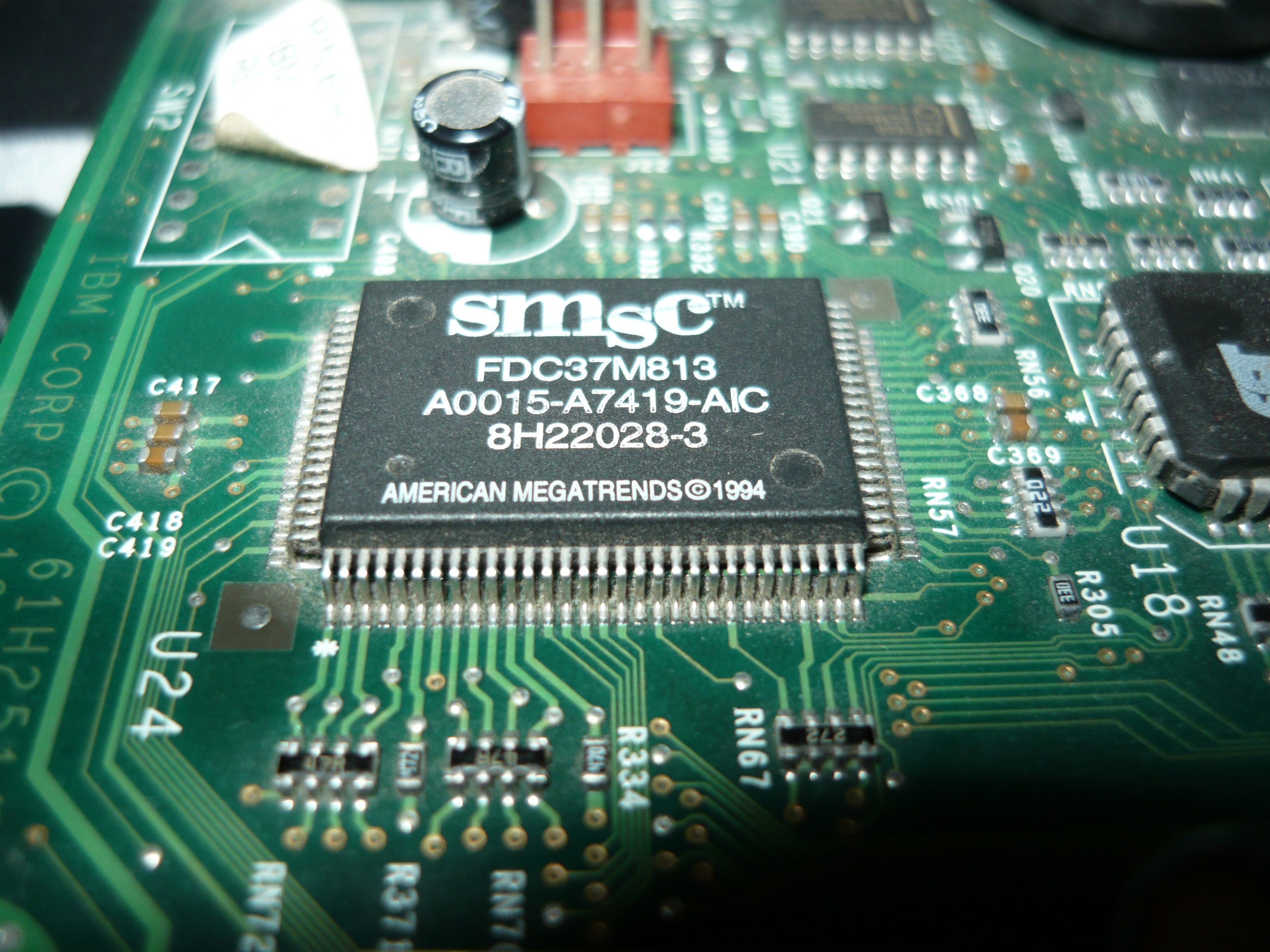
Smsc Super I/O čip na základní desce IBM